# Gustav von Normann
Johann Heinrich Ernst Gustav von Normann (* 29. Oktober 1790 in Breslau; † 26. Januar 1855 in Braunschweig) war ein braunschweigischer Offizier, zuletzt im Rang eines Generalleutnants und von 1851 bis 1855 Stadtkommandant der Garnison Braunschweig.

## Militärische Laufbahn
Normann trat 1804 als Junker in den preußischen Militärdienst ein und wurde 1805 Fähnrich. 1809 trat er in die Schwarze Schar Herzog Friedrich Wilhelms von Braunschweig ein. Seinen Abschied aus der Preußischen Armee erhielt er nachträglich erst 1822. Am 29. Juli 1809 nahm von Normann als Sekondeleutnant am Gefecht bei Halberstadt teil und wurde lebensgefährlich verwundet. Ein französischer Wundarzt rettete ihm das Leben und verhalf ihm anschließend zur Flucht nach England. Später wurde er als Kapitän im Spanischen Krieg erneut schwer verletzt.
Nach seiner Rückkehr beförderte ihn Herzog Friedrich Wilhelm zum Major und ernannte ihn zu seinem persönlichen Adjutanten. In dieser Funktion begleitete von Normann den Herzog 1815 zum Wiener Kongress. Obwohl er sich auch in der Schlacht bei Waterloo durch besondere Leistungen als Kommandant des Dritten Bataillons (seit dem 14. April 1815) verdient gemacht hatte, wurde er vom 1. Februar 1816 bis 5. Februar 1824 auf Wartegeld gesetzt, ehe er das Kommando über das Braunschweigische Leibbataillon erhielt. 1835 wurde er zum Oberstleutnant befördert, 1840 zum Oberst und 1841 zum Generalmajor und Kommandanten des Feldkorps. 1851 wurde von Normann als Generalleutnant schließlich Stadtkommandant von Braunschweig.